# Discias exul
Discias exul is een garnalensoort uit de familie van de Disciadidae. De wetenschappelijke naam van de soort is voor het eerst geldig gepubliceerd in 1920 door Kemp.